# Megszólítás
Más személyek megszólítására különféle nyelvi formákat, névmásokat használunk, aszerint, hogy milyen bizalmas a köztünk levő viszony. A megfelelő névmás kiválasztását a társadalmi normák határozzák meg, amelyek folyamatosan változnak a társadalomban és a nyelvben. A megszólítás névmási formája országtól és néptől, nyelvtől és társadalmi csoporttól és státusztól, a két személy kapcsolatától és az adott helyzettől függően eltérő.
A megszólítás lehet tegeződő (te), magázódó (ön, maga), továbbá a régies kegyed, kend (kendezés), nagyságod, vagy nagysád, méltóságod, fenséged, felséged stb.

## Története

### Középkor
A középkorban Magyarországon mindenki tegeződött, társadalmi státusztól és kortól függetlenül, csak ezt kiegészítették megtisztelő címekkel, mint például: Nagyságod, Kegyelmed, Uraságod stb.

### Újkor
A magázás a „maga” szóra utal; ez az eredetileg „maga kegyelmed” szókapcsolatból kialakult visszaható névmás alakult át személyes névmássá a 17. században. Első írásos emléke 1668-ból származik, özvegy báró Pogrányi János várkapitányné szántói és széplaki Botka Kata levelében, melyet Szvetenay Izsáknak írt: 
Édes uram Kd engem ne fenyegessen, mert én ollyan embertől, mint maga, meg nem ijedek
azonban a kifejezés (erős pejorativitása miatt) nem igazán jelent meg írásos formában. 
Még a 18. század elején is tegeztek mindenkit, csakhogy az idegenekhez, feljebbvalókhoz, harmadik személyről szólva stb. udvariasságból nem a „te” szót intézték — amikor ki kellett tenni az alanyt — hanem pl. a kegyelmed, te kegyelmed, vagy őke(gye)lme kifejezést. Ezt később mindig odaértették a mondathoz és természetesen mindig harmadik személyű igét használtak a második helyett („te tudod” helyett „te kegyelmed tudja”). A gyakran használt „kegyelmed kelmed” rövidülni kezdett és kialakultak a „kend”, „ked” alakok.A 18. század elejétől az udvarias formát részben lecserélte az „Úr”, „Asszony” használata de egyre gyakoribb volt a „kegyelmed” elhagyásával használt 3. személyű alak („Az íródeák alázatosan kéreti, Rozsnyón oskolába járó ... elrongyosodott fiát méltóztasson megruházni” (1709)).
A 18. század folyamán, német mintára (Sie) terjedt a magázódás. A 19. században Széchenyi István révén terjedt az Ön formula.

### Modern kor
Az 1940-es évek végétől a 80-as évek végéig, a Magyar Népköztársaság idején a hivatalos megszólítás a vezetéknév + elvtárs(nő) kapcsolat volt. Ugyanakkor továbbra is használatban maradt az Úr megszólítás a hétköznapi életben.
Magyarországon a rendszerváltás óta a férfiaknál az elvtárs (írásban et.) megszólítást az úr váltotta fel. Nők esetén nem alakult ki egységes gyakorlat. Az úrhölgy kifejezés fel-felmerül a nők megszólítása kapcsán hivatalos, vagy azzal hasonló levelekben, de az élőbeszédbe nem épült bele.

## A magázás megítélése napjainkban
Az 1990-es évek elején Sille szerint a maga szónak „korábbi mellékízei megszűntek, ez az alapvető udvariasságot kifejező köznapi formula. Nincs benne sértés, nincs benne túlértékelés”. Az 1990-es évek végén egy felmérés szerint a maga használata a megkérdezettek majdnem 60%-a szerint negatív, a 35 év alattiak 80%-a szerint az. A fiatalabb korosztály nagy része ma már nem ismeri fel a bizalmas szerepet, így a szó szinte minden előfordulását bántónak érzi. Egy tizenéveseknek szóló illemkönyv szerint „magázó viszony esetén ne használjuk a maga megszólítást, mert fölényesnek és udvariatlannak tűnhetünk”. A maga helyett az ön névmás válik általánossá.
A mai magyar nyelvhasználatban a kommunikációban szinte mindenütt a beszélők azonos szintjét hangsúlyozó forma terjed: a tegezés, és a keresztnéven szólítás.
Egy 2019-ben az apartman.hu oldal megbízásából készült kutatásból kiderült, hogy a 18–59 éves korosztály 86 százaléka tud visszaidézni legalább egy rendkívül kellemetlen pillanatot, ami abból fakadt, hogy nem tudta, tegezzen vagy magázzon valakit.

## Más nyelvekben
A különféle nemzeteknél a megszólítás nyelvi formája igen különböző. Eredetileg mindenütt a tegező formájú megszólítás volt divatban. 

### Német nyelv
A németeknél a Grimm testvérek szerint a 9. században kezdődött a magázó megszólítás (giirzen, girzen, Ihrzen), éspedig ezzel éltek az alacsonyabb rendűek a magasabb rendűekkel szemben (pl. gyermek a szülőhöz így szólt, szolga az urához). Megfordítva a tegezés járta (ún. csendőrpertu). 
Napjainkban a német különbséget tesz a "Du" (te) és a "Sie" (Ön) megszólítás között. A „Du” csak informális névmásként használatos. Főleg azoknál használják, akiket jól ismernek, például családtagoknál és baráti körben. Gyakran fiatalok használják egymás között az egyenlőség jeleként.

### Angol nyelv
Angol nyelvterületen nincs tegezés és magázás, csak egyetlen formula létezik, az egyes szám 2. személyű alak: a „you”.
Hivatalos megszólításban a megszólítandónál a Mr / Mrs / Miss / Ms formát és a vezetéknevet használják.

### Újlatin nyelvek
A franciáknál a tegezés (tu) csak bizalmas és családi körben járja, egyébként a vous-vali szerkezet használatos. Ez általában az újlatin nyelvekben szokás (így az olaszoknál, portugáloknál, románoknál, spanyoloknál). 

### Szláv nyelvek
A szláv népek általában magáznak (többes szám, második személy), csak a lengyelek tegezik egymást vagy pedig a harmadik személlyel élnek: pan vagy páni (úr vagy úrnő).

### Skandináv nyelvek
Az 1960-as évek végétől és határozottan az 1970-es évektől a te az általános »du reform« részeként a finn, svéd, dán, norvég és izlandi nyelven honosodott meg. Felhagytak azzal, hogy harmadik személyben szólítsanak meg olyan embereket, akiket nem ismernek, idősebbek vagy magasabban állnak a társadalmi hierarchiában és az egyes szám második személyű du ("te") névmást kezdték előnyben részesíteni.

### Arab nyelv
Az arabban gyakori az egyes szám második személyének használata a keresztnévvel együtt. Az udvariasság kifejezéseként azonban általában használják a سيد sayyid ('Uram') vagy سيدة sayyida ('Asszonyom') kifejezést is, a megszólított keresztnevével.